# Fernando Beltrán
Artikeln följer den spanska namnseden; faderns efternamn är Beltrán och moderns efternamn Cruz.
Fernando Beltrán Cruz, född 8 maj 1998, är en mexikansk fotbollsspelare som spelar för Guadalajara.
Han blev olympisk bronsmedaljör i fotboll vid sommarspelen 2020 i Tokyo.